# Punakaiki

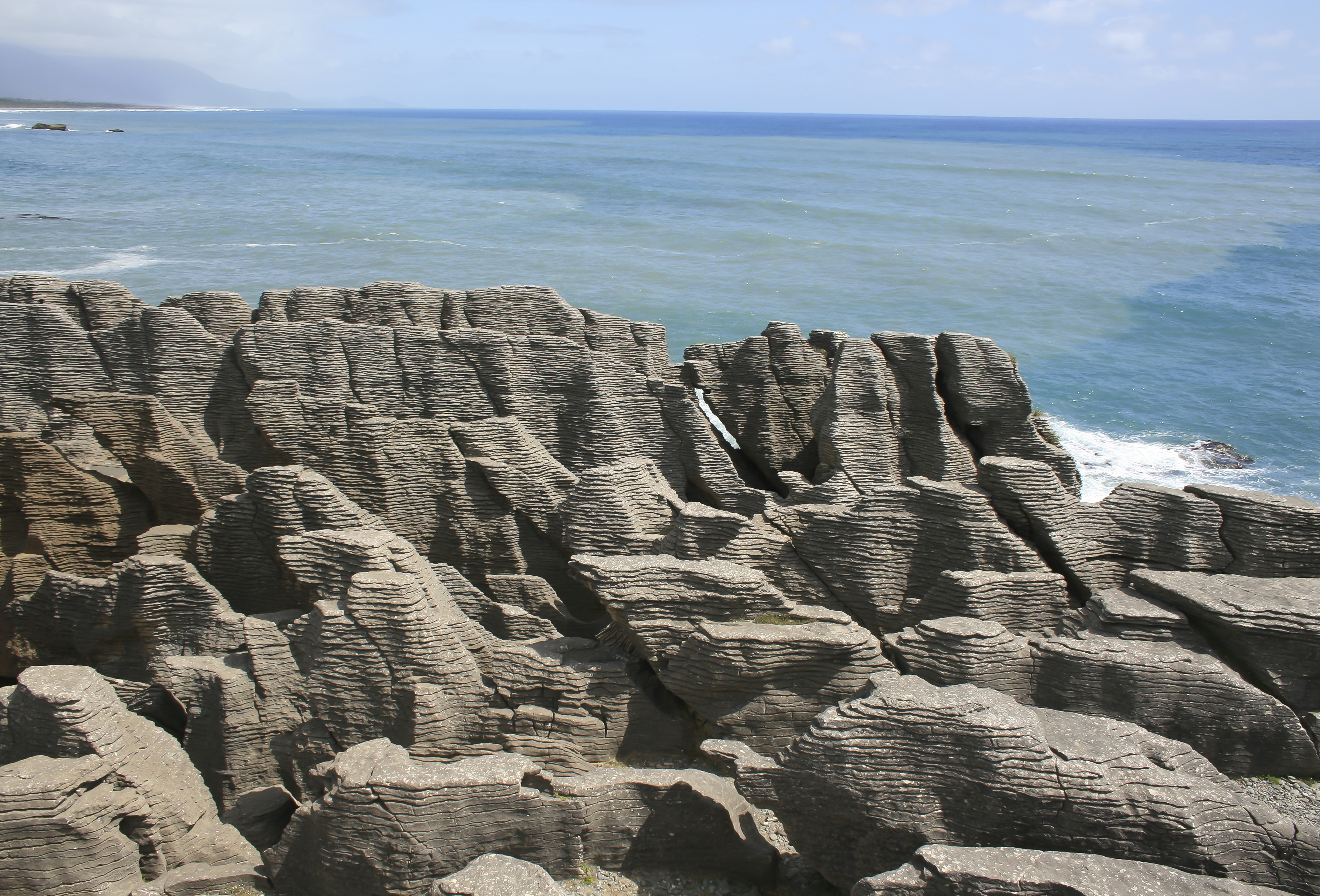
Vista de las Pancake Rocks.

Punakaiki es una pequeña población de la región de West Coast de la Isla del Sur de Nueva Zelanda, en la costa del mar de Tasmania. Se encuentra a puertas del parque nacional de Paparoa.
Las Pancake Rocks (en español «rocas de crepes») es una importante atracción turística de la región, situadas en el Dolomite Point, al sur de la población. Las Pancake Rocks están en una región caliza muy erosionada junto al mar que penetra durante la marea alta por medio de géiseres marítimos verticales. Le propia piedra caliza se compone de capas duras y blandas (animales marinos y sedimentos de plantas) alternadas.
Se pueden explorar las Pancake Rocks gracias a varios caminos asfaltados, y en parte tallados en la propia roca, que permiten el acceso a sillas de ruedas.